# スウェーデン暦

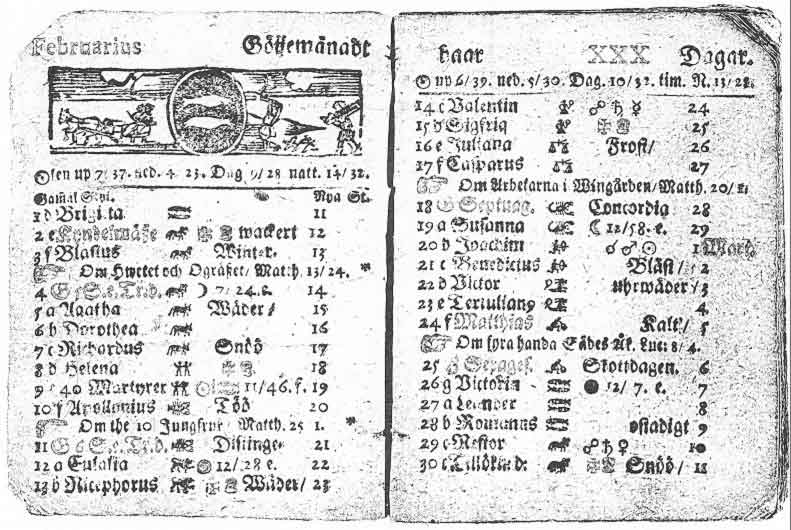
1712年2月のスウェーデンの暦書。30日まで存在する。

スウェーデン暦（スウェーデンれき）は、スウェーデンとその属領で1700年3月1日（ユリウス暦1700年2月29日/グレゴリオ暦1700年3月11日）から1712年2月30日（ユリウス暦1712年2月29日/グレゴリオ暦1712年3月11日）まで12年間使われていた暦法。ユリウス暦より1日進み、グレゴリオ暦より10日遅れていた。また、スウェーデンの復活祭は1740年から1844年まで天文学的計算に基づく日付を用いていた。

## 太陽暦
1699年11月に、スウェーデンでは途中の日付を飛ばしてグレゴリオ暦を採用するよりはむしろ、40年間の調整期間を置いて日付を徐々にグレゴリオ暦に近づけていくことを決定した。計画では、1700年から1740年までの11回分の閏日を省略する予定だった。スウェーデン暦とグレゴリオ暦の差は4年毎に1日縮まり、1740年3月1日以降はグレゴリオ暦と同じ日付になる予定だった。いずれにせよ、その間はユリウス暦とグレゴリオ暦のいずれとも異なる日付となるだけでなく、日付の差が4年毎に変わっていくはずだった。
計画に従い、1700年の閏日が省略された。しかし、その年から始まった大北方戦争のためにそれ以上の閏日の省略はなされなかった。
1711年1月に、スウェーデン王カール12世は他のどの国の日付とも異なるスウェーデン暦を廃止し、ユリウス暦へ復帰することを決定した。日付を調整するため、翌1712年2月は閏日を2日挿入して30日とし、2月30日が存在することになった。
イングランドとその植民地がグレゴリオ暦を採用した翌年の1753年に、スウェーデンも2月17日の翌日を3月1日とすることによってグレゴリオ暦に移行した。

## 復活祭
復活祭は1700年から1739年までユリウス暦によって計算されることになっていたが、1700年から1711年までの復活祭の日付はスウェーデン暦で示されることになった。
1740年に、ドイツのプロテスタントで1700年から1775年まで採用されていた「改良暦」を採用し、それに基づいて復活祭を決定することにした。改良暦では、満月と春分を簡略化された計算ではなくヨハネス・ケプラーが作成したルドルフ表に基づき、ティコ・ブラーエがヴェン島に建てたウラニボルグ(en)の天文台跡の位置の子午線によって天文学的に計算した。復活祭の日付は中世以来の春分の直後の満月の直後の日曜日というルールに加えて、天文学的計算によって求めた日付がユダヤ暦の過越の週の1日目であるニサン月15日に該当することになる場合は、1週間遅らせた日を復活祭の日付とした。ユリウス暦の復活祭はニサン月14日には該当せず、ニサン月15日 - 21日の間に該当することになるが、これはユダヤ教とは無関係にキリスト教で独自に定められたコンプトゥスによって求められていた。1742年から1750年までの間、およそ3年ごとにユリウス暦の復活祭と同じ日付になったが、1742年、1744年、1750年の復活祭の日付はユリウス暦の復活祭で最も早い日付とされていた3月22日よりも早くなっていた。
1753年にグレゴリオ暦に移行した後も、1802年、1805年、1818年の復活祭の日付はグレゴリオ暦の復活祭よりも1週間遅い日付となった。1844年にスウェーデンがグレゴリオ暦の復活祭を採用する前に、1825年と1829年の復活祭の日付もグレゴリオ暦の復活祭よりも1週間遅くなるはずであったが、そうせずにグレゴリオ暦の復活祭と同じ日付に復活祭を行うことにされた。
フィンランドは1809年にフィンランド戦争によってスウェーデンの一部からロシア帝国の一部のフィンランド大公国になったが、1866年まで天文学的計算による復活祭を祝い続けていた。1818年、1825年、1829年、1845年の復活祭はグレゴリオ暦の復活祭より1週間遅い日付となった。しかし、ロシアではその間ユリウス暦と、ユリウス暦による復活祭を用いていたので、上記のように、天文学的計算による復活祭は、およそ3年ごとにユリウス暦による復活祭と同じ日付になったが、ときどきユリウス暦の3月22日より前になることがあった。